# Andrés Formento
Andrés Formento (Recreo, Provincia de Santa Fe, Argentina, 18 de mayo de 1984) es un futbolista argentino. Se desempeña como delantero centro y su equipo actual es Cosmos Fútbol Club de la Liga Santafesina de Fútbol. Tiene 40 años.

## Oferta del Manchester City
En 2001, a la edad de 17 años y sin haber debutado en primera división, llegó a Colón de Santa Fe una oferta formal del Manchester City por una cantidad de 5 millones de dólares para adquirir al jugador que era considerado una de las joyas de la institución santafesina. Justamente por esto, la oferta fue rechazada ya que se creía que su valor iba a aumentar a medida que tenga partidos en el primer equipo y demuestre todo lo que venía augurando. Con esta opción diluida, al año siguiente, el conjunto de la Premier League de Inglaterra iba a adquirir al entonces delantero de Independiente, Matías Vuoso. 

## Trayectoria
Sus comienzos como jugador profesional fueron en las divisiones inferiores de Colón de Santa Fe, durante los años 1992-2002. Ya desde las divisiones inferiores se detectaba en el un verdadero goleador. En el año 2001, como nombramos anteriormente, el Manchester City se mostró interesado en su contratación pero el jugador era considerado una joya del club por lo que permaneció en Santa Fe. Luego de transitar la liga de Portugal, España e Indonesia. A principios del 2008 llegó al duro futbol Alemán donde se hizo un lugar importante.
En el segundo semestre de 2011 jugó con el Deportes Quindío de la ciudad de Armenia en el Torneo Finalización de la Categoría Primera A.
Acaba de debutar, en los primeros días de enero de 2012 con el Real Esppor Club de Venezuela. También jugó en el Sport Huancayo de Perú, club con el que llegó a clasificar a la Copa Sudamericana 2013.
Luego volvió a Argentina a jugar en un club de su ciudad natal, el Club La Perla del Oeste que milita en la Liga Santafesina de Fútbol, donde fue el goleador del torneo que quedó en manos de Colón de San Justo.
En la temporada 2016 fue contratado por Argentino de San Carlos, que también milita en la Liga Santafesina de Fútbol.

## Clubes
| Club                    | País      | Año           |
| ----------------------- | --------- | ------------- |
| Colón de Santa Fe       | Argentina | 1998-2004     |
| Olivaes E Moscavides    | Portugal  | 2005-2006     |
| Atlético Portugal       | Portugal  | 2006-2007     |
| Tiro Federal            | Argentina | 2007-2008     |
| PSMS Medan              | Indonesia | 2008-2009     |
| CF Atlético Ciudad      | España    | 2008-2009     |
| Wuppertaler SV Borussia | Alemania  | 2009-2010     |
| SSV Jahn Regensburg     | Alemania  | 2010-2011     |
| Deportes Quindío        | Colombia  | 2011-2012     |
| Real Esppor Club        | Venezuela | 2012          |
| Sport Huancayo          | Perú      | 2012          |
| La Equidad              | Colombia  | 2013          |
| La Perla del Oeste      | Argentina | 2014-2015     |
| Argentino de San Carlos | Argentina | 2016-presente |